# La speranza è una trappola (Part 1)
La speranza è una trappola (Part 1) è il quarto EP del gruppo musicale italiano Linea 77, pubblicato il 21 gennaio 2013 dalla INRI.

## Descrizione
Si tratta della prima pubblicazione del gruppo senza Emi alla voce, rimpiazzato dal chitarrista Dade, nonché la prima con Paolo alla chitarra e Maggio al basso.
L'EP contiene i cinque singoli pubblicati inizialmente per il download digitale tra il 12 ottobre 2012 e il 14 gennaio 2013 (rispettivamente date di pubblicazione di Il veleno e di Un uomo in meno) e l'inedito La caduta, realizzato con la partecipazione degli LNRipley e per il quale è stato realizzato un video musicale.

## Tracce
1. Il veleno – 4:14
2. La musica è finita – 3:21
3. La speranza è una trappola – 3:50
4. Un uomo in meno – 4:37
5. Avevate ragione voi – 4:03
6. La caduta (feat. LNRipley) – 4:07

## Formazione
Gruppo
- Nitto – voce
- Dade – voce
- Chinaski – chitarra
- Paolo – chitarra
- Maggio – basso
- Tozzo – batteria

Altri musicisti
- Ale Bavo – sintetizzatore e programmazione (eccetto traccia 4), orchestrazione (traccia 4)
- Victor – voce aggiuntiva (traccia 6)
- McSucco – sintetizzatore (traccia 6)
- Ninja – batteria aggiuntiva (traccia 6)

Produzione
- Davide Pavanello – produzione
- Gianni Condina – registrazione, missaggio
- Mika Jussila – mastering